# Strelitziaceae
Las strelitziáceas (nombre científico Strelitziaceae) son una familia de plantas herbáceas rizomatosas de las regiones tropicales y subtropicales de América y África. La familia fue reconocida por sistemas de clasificación modernos como el sistema de clasificación APG III (2009) y el APWeb (2001 en adelante), en los que posee 3 géneros y 7 especies. Los miembros de esta familia pueden ser reconocidos por sus hojas, dísticas y de largo pecíolo, y sus inflorescencias rodeadas de una bráctea verde y dura con forma de bote. Las flores distintivas poseen los pétalos laterales abaxiales más o menos connados, los frutos son cápsulas leñosas y las semillas tienen arilos de colores brillantes y de margen fimbriado. En esta vistosa familia se encuentran el «ave del paraíso» (Strelitzia reginae) originaria de Sudáfrica, y el «árbol del viajero» (Ravenala madagascariensis) endémico y emblemático de Madagascar, y el «platanillo» (Phenakospermum), de Sudamérica.

## Descripción
Introducción teórica en Terminología descriptiva de las plantas
Plantas perennes herbáceas, aunque pueden desarrollarse pseudotallos debido a vainas foliares endurecidas (Ravenala madagascarensis) con lo que el hábito sería un árbol. Los tallos subterráneos son rizomatosos (ramificados dicotómicamente en al menos algunos), los tallos aéreos decumbentes y herbáceos o arborescentes y con textura de madera. Los tallos poseen vasos. La raíz primaria está bien desarrollada. Las raíces presentan vasos amplios distribuidos todo a lo largo del corte transversal y agrupaciones de floema en la médula. Poseen estomas policíticos.
Hojas dísticas, envainadoras, pecioladas, simples, con venación penniparalela (venas fusionadas en el margen). El pecíolo posee muchos arcos o canales de aire.
La inflorescencia es terminal o axilar, un tirso de 1 a muchas cimas monocásicas, cada cima tiene una bráctea grande y espatácea. Una gran inflorescencia (Phenakospermum guianense) o varias laterales y con frecuencia largamente pedunculadas.
Las flores son hermafroditas, zigomórficas, epíginas, con brácteas.
El perianto de 3+3 tépalos, los 3 externos libres, los 3 internos soldados, los internos desiguales (el interno medio más pequeño que los laterales), a veces tépalos internos conniventes.
El androceo con 5 estambres (o 6 en Ravenala). Las anteras son basifijas, de dehiscencia longitudinal, y bitecas.
El gineceo consta de 3 carpelos soldados, ovario ínfero, el carpelo medio es anterior, trilocular, numerosos primordios seminales por carpelo. El estilo es filiforme, la placentación es axilar, los óvulos son anátropos, bitégmicos.
Hay nectarios en los septos de los ovarios.
El fruto es una cápsula loculicida. Las semillas tienen arilo, endosperma rico en almidón y perisperma con menos almidón.
Presentan fenilfenalenonas, y cuerpos de SiO2 más o menos esféricos.
Ver Andersson en Kubitzki (1998b) para un tratamiento reciente de la familia.

## Diversidad
La diversidad taxonómica de Zingiberales está presentada hasta género a nivel mundial en la flora de Kubitzki (ed. 1998), la de Strelitziaceae en Andersson en Kubitzki (1998b). En cada región hay floras locales, en las regiones hispanoparlantes esperablemente en español, que si se encuentran en la región, describen los Zingiberales y los géneros y especies de Strelitziaceae presentes en la región que la flora abarca, y pueden ser consultadas en instituciones dedicadas a la botánica con bibliotecas accesibles al público como universidades o jardines botánicos. Las floras pueden ser antiguas y no encontrarse en ellas las últimas especies descriptas en la región, por lo que una consulta a la última literatura taxonómica primaria (las últimas monografías taxonómicas, revisiones taxonómicas y los últimos inventarios (checklists) de las especies de cada familia y sus géneros en la región) o con un especialista local que esté al tanto de ellas puede ser necesaria. Los últimos volúmenes de las floras más modernas usualmente siguen una clasificación basada en el APG —pueden tener algunas diferencias—, pero muchas familias como pueden encontrarse en floras y volúmenes más antiguos sufrieron cambios importantes en los grupos que las componen o incluso en su concepto taxonómico por lo que una comparación con la circunscripción como aquí dada puede ser necesaria para sincronizarlas.
A continuación se repasará brevemente la diversidad de Strelitziaceae. Su función es tener una imagen de cada familia al leer las secciones de Ecología, Filogenia y Evolución.

Diversidad de Strelitziaceae
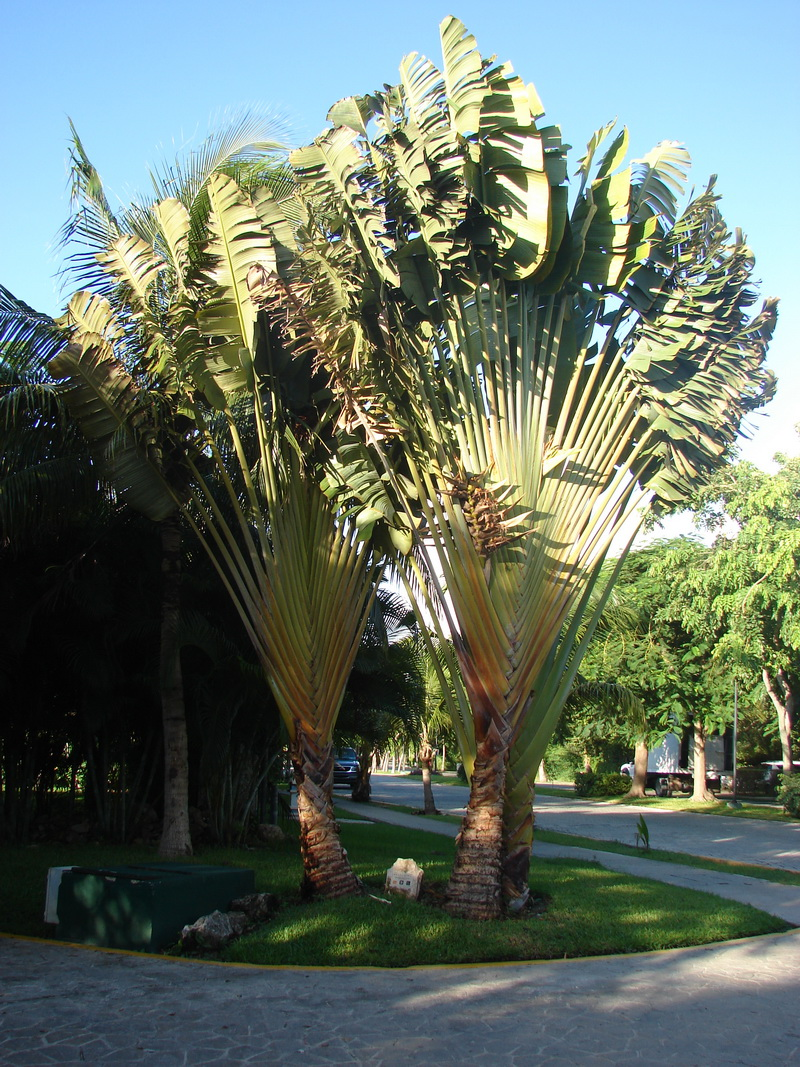
El platanillo, Phenakospermum. La inflorescencia debería ser terminal, a diferencia de Ravenala que tiene inflorescencia lateral.
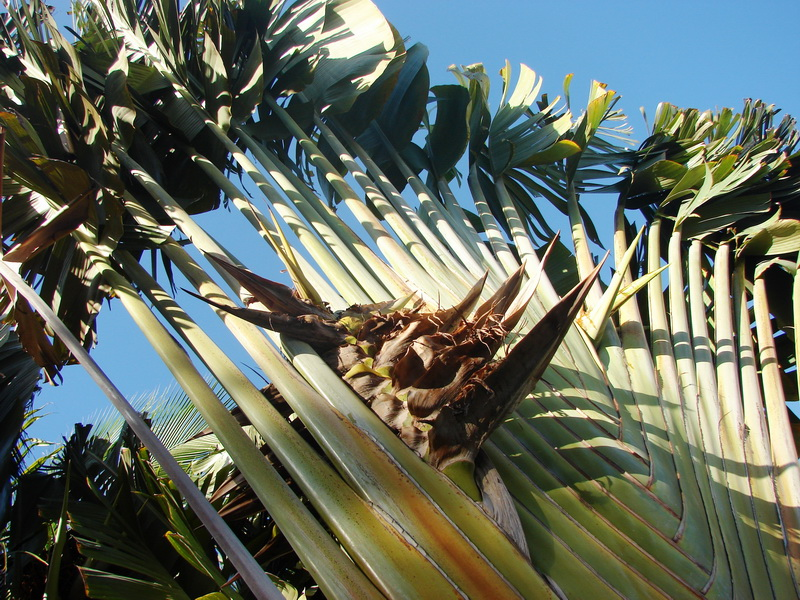
Inflorescencia. Phenakospermum.
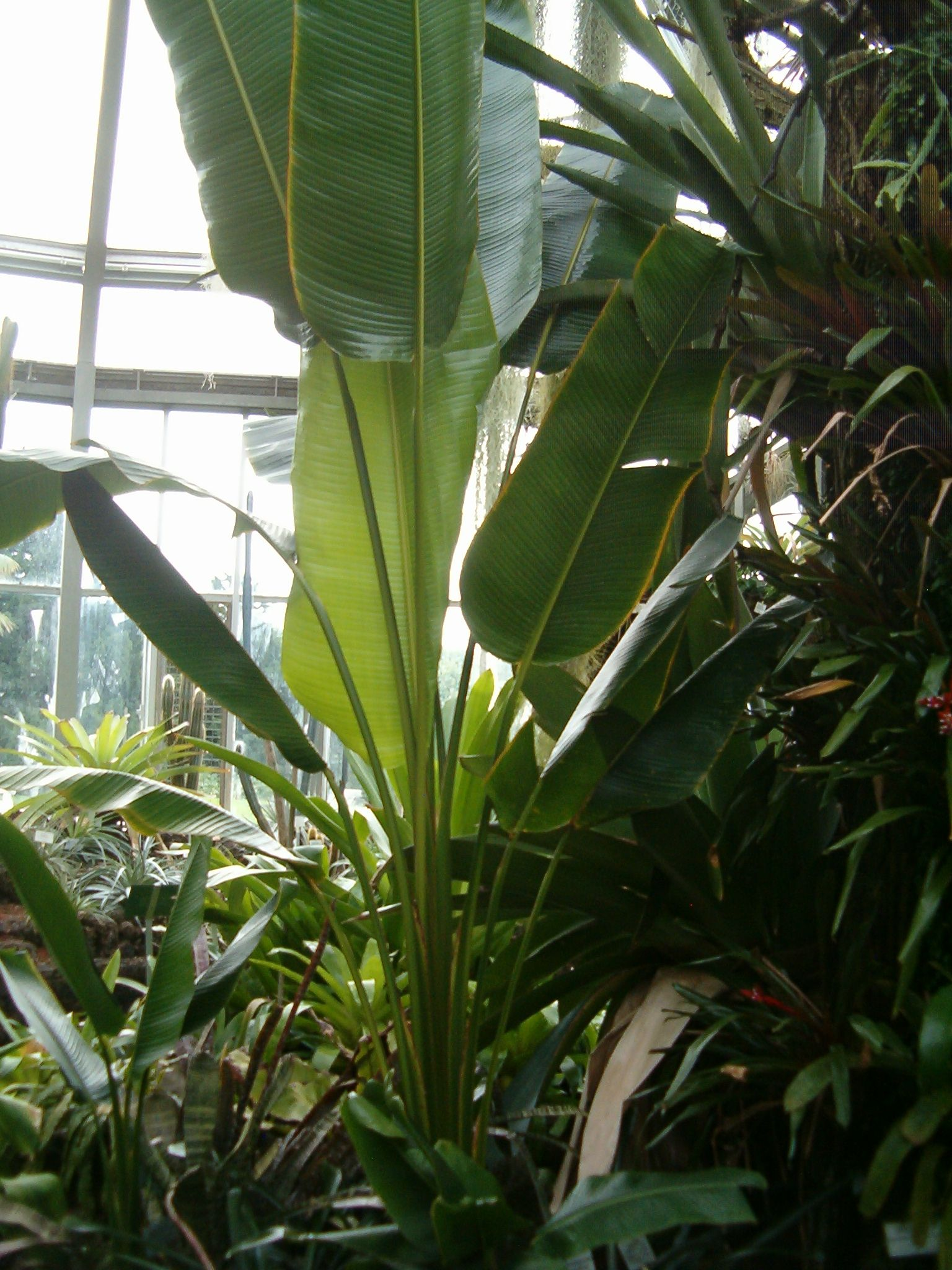
Tallo aéreo recién emergido. Phenakospermum.
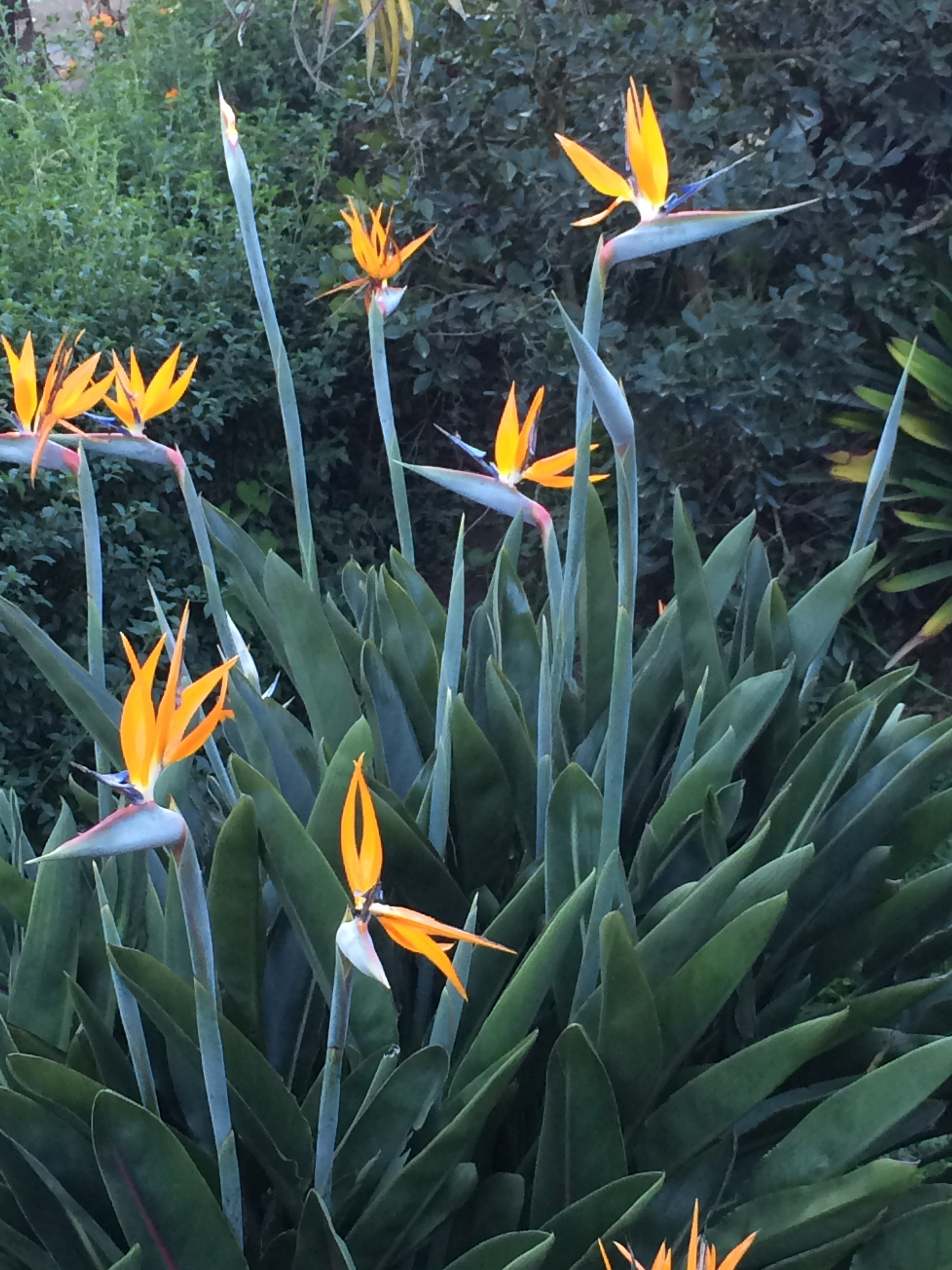
Strelitzia reginae.
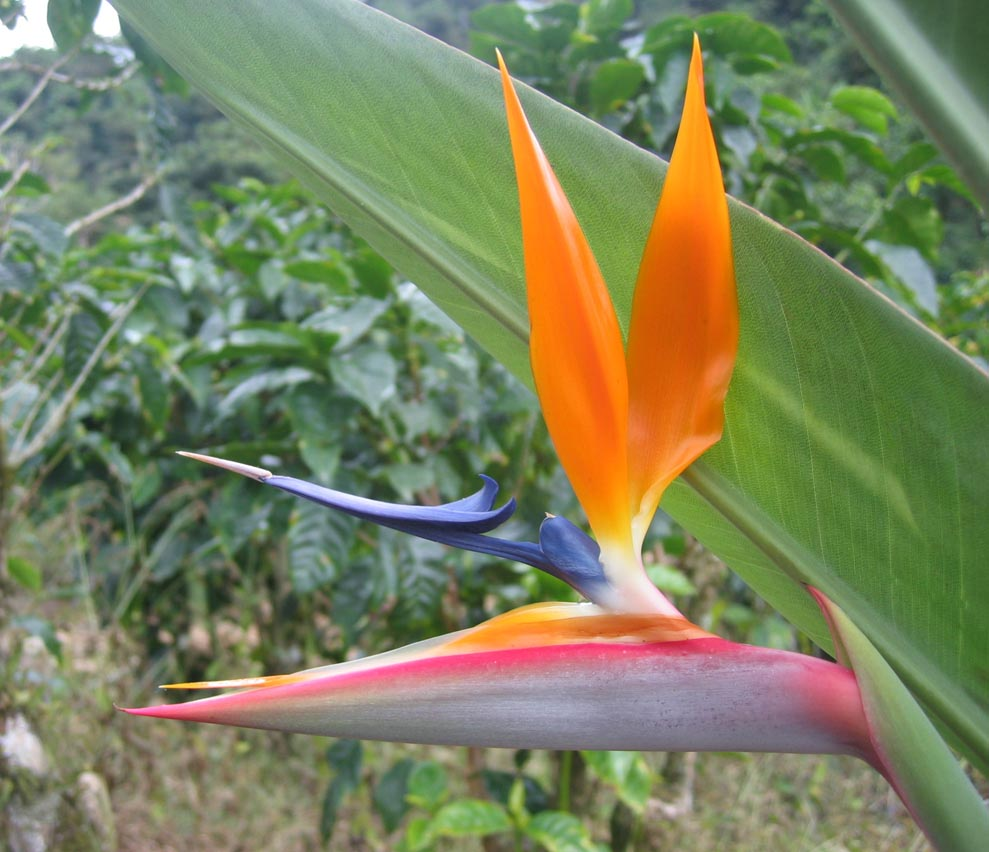
Espata y una flor. Strelitzia reginae.
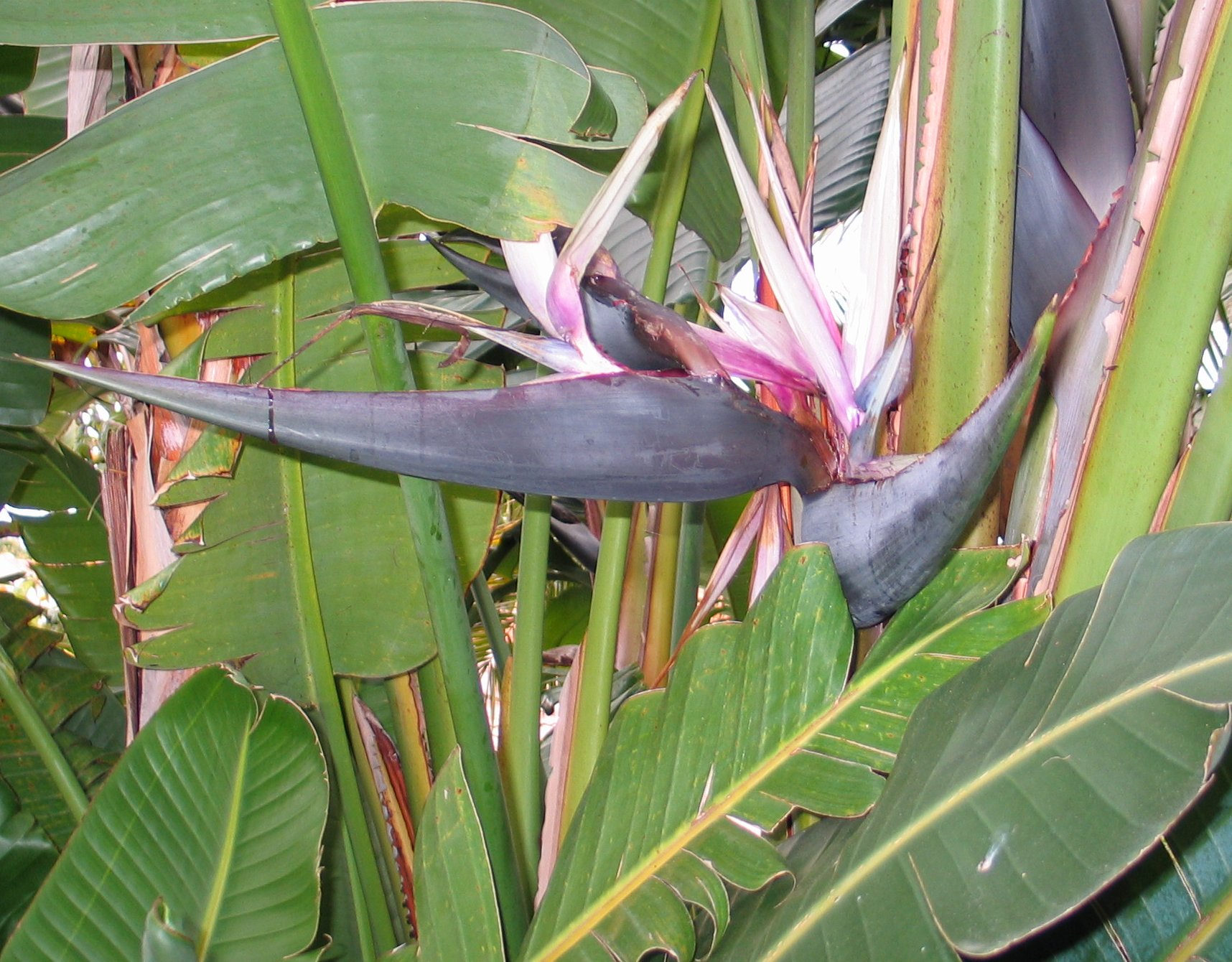
Inflorescencia. Strelitzia nicolai.
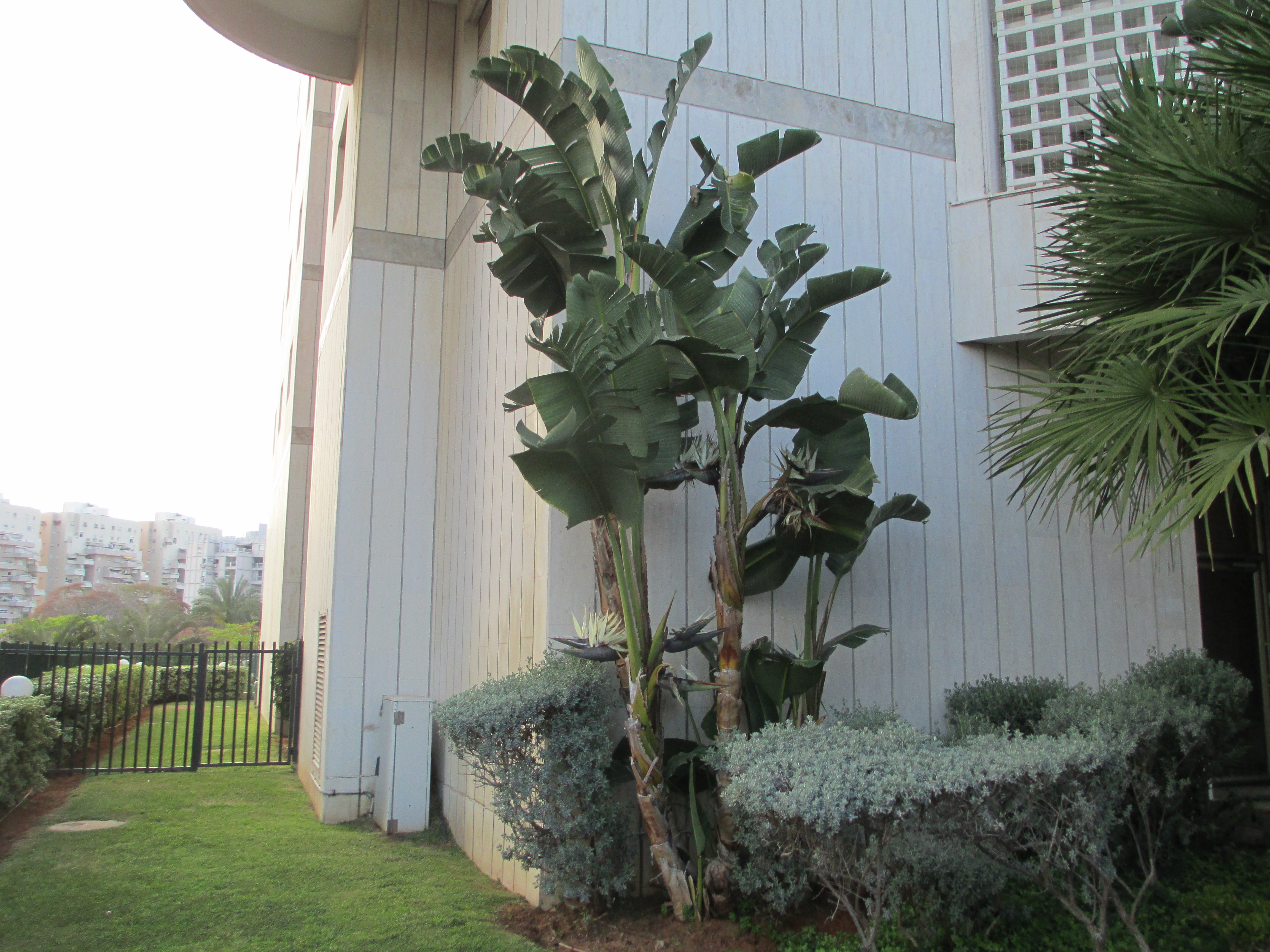
Strelitzia nicolai, la única arborescente del género.
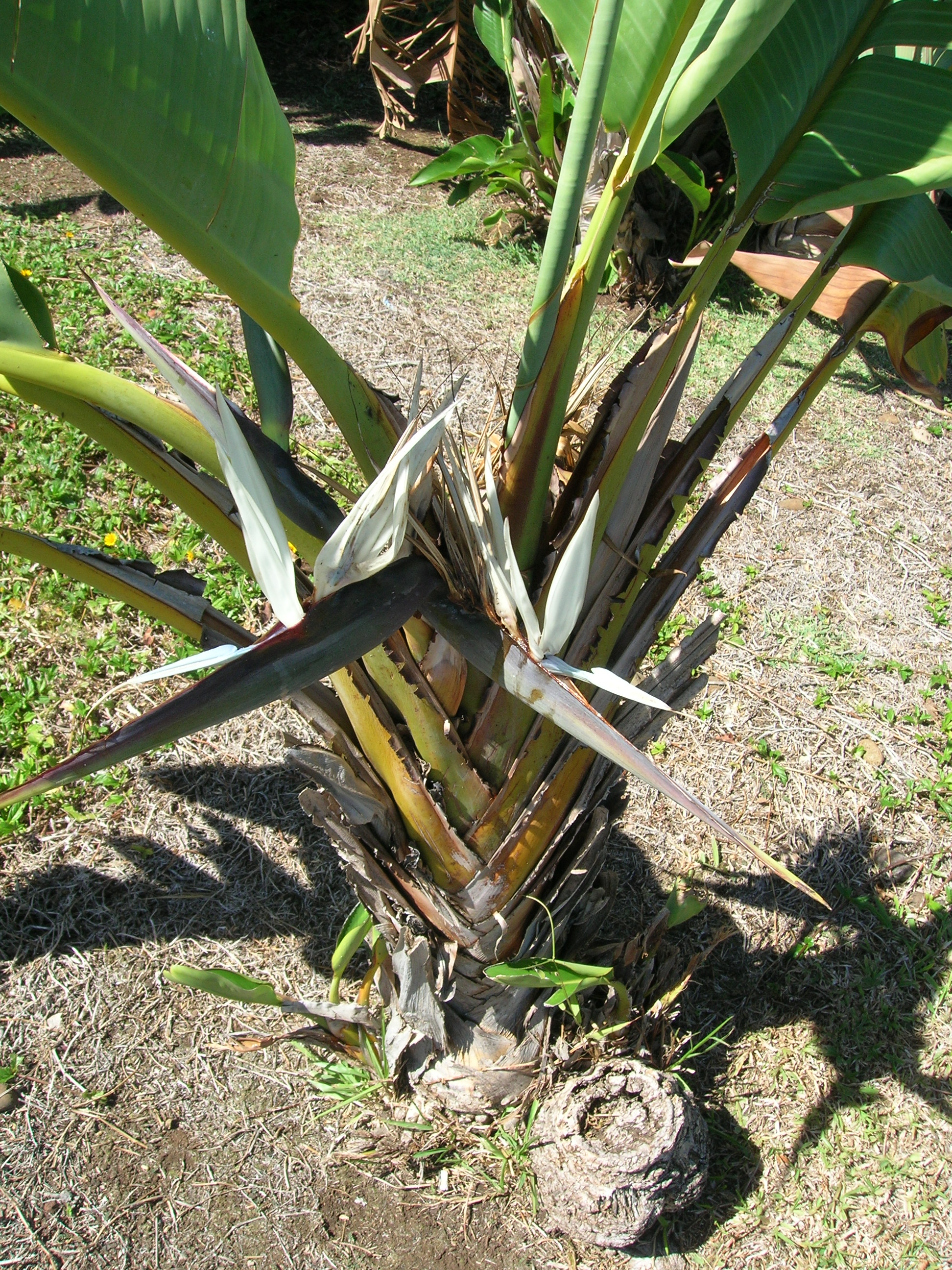
Strelitzia nicolai.
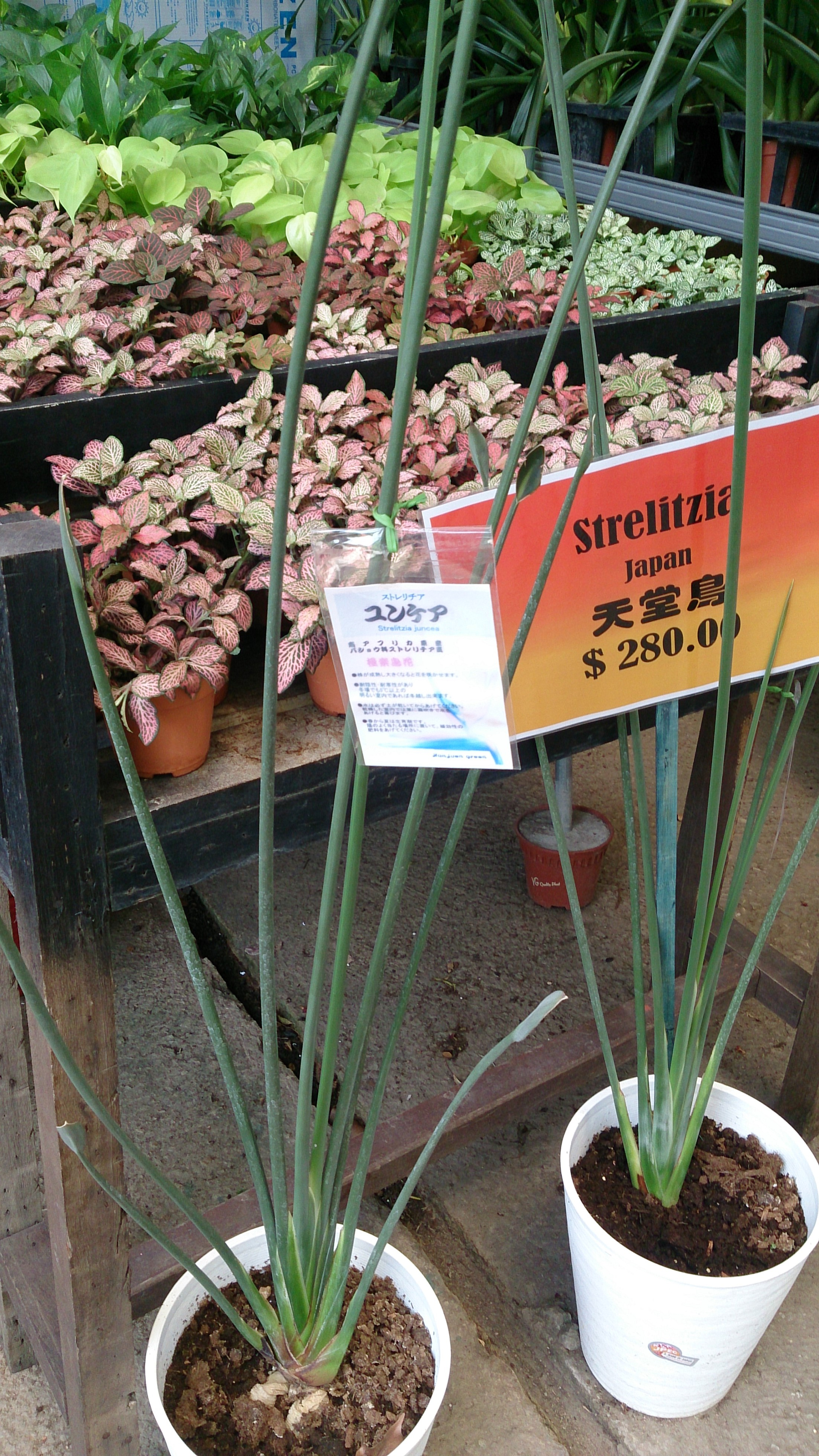
Strelitzia juncea.
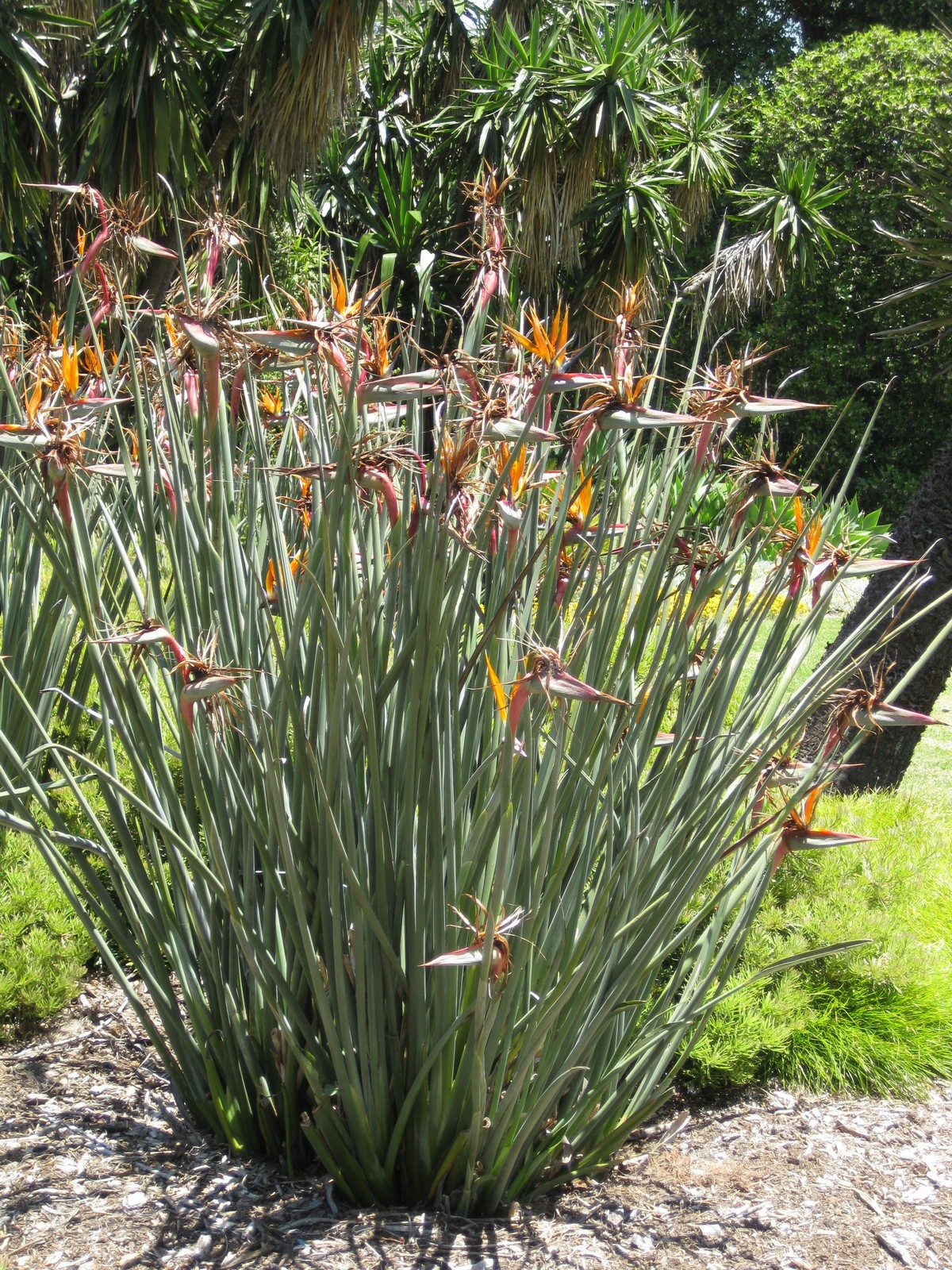
Strelitzia juncea.
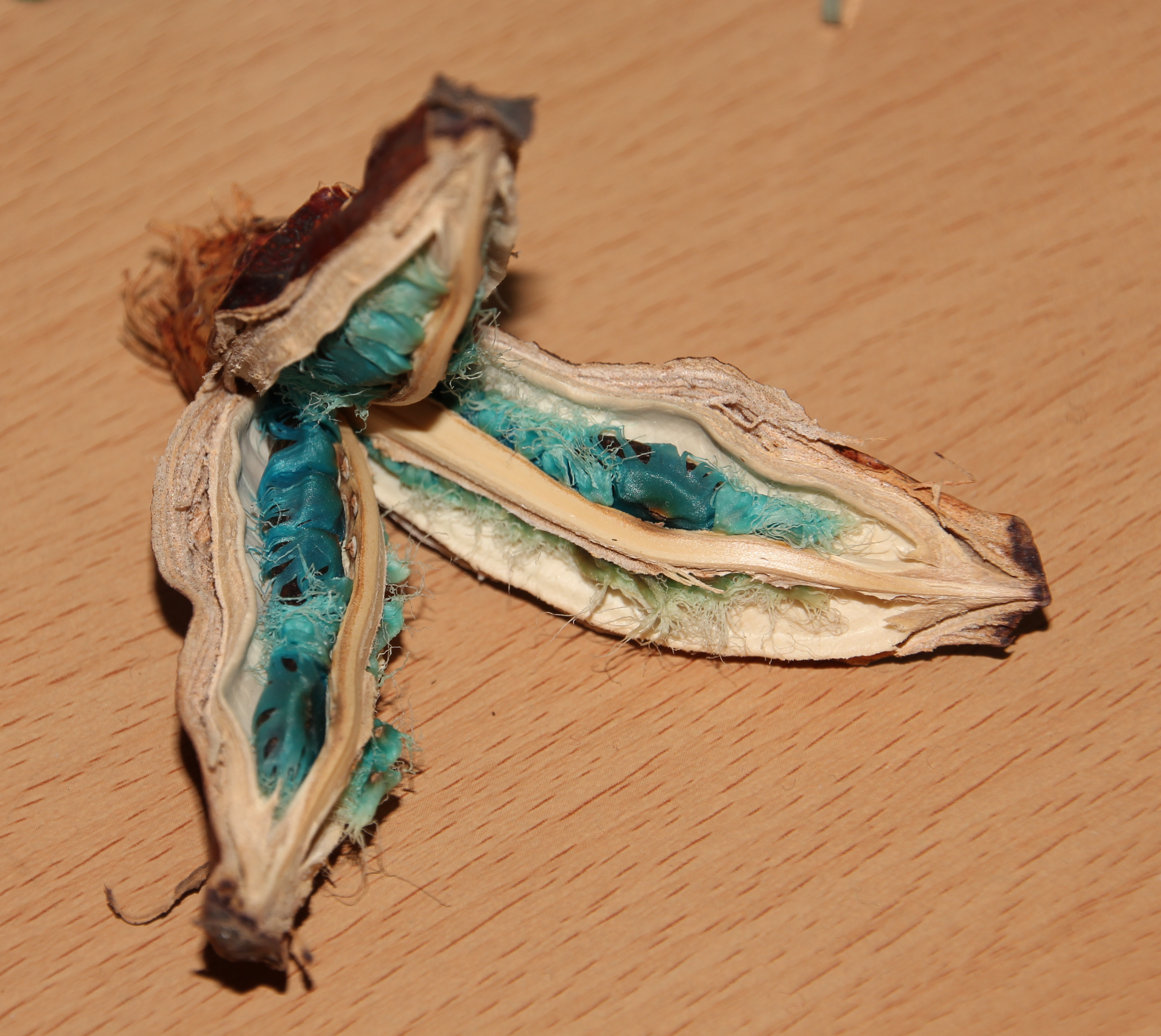
Fruto: cápsula loculicida, semillas con arilo azulado. Ravenala.

## Ecología
Se encuentran en regiones tropicales de Sudamérica, sur de África y Madagascar.
Las flores son polinizadas por insectos, aves (Strelitzia) o lemúridos (Ravenala).

## Taxonomía
Introducción teórica en Taxonomía
Véase también Filogenia
La familia fue reconocida por el APG III (2009), el Linear APG III (2009) le asignó el número de familia 82. La familia ya había sido reconocida por el APG II (2003).
3 géneros sensu Royal Botanic Gardens, Kew citado en el APWeb (visitado en enero de 2011), con sus especies:
- Strelitzia Aiton.
  - Strelitzia augusta. También llamada Strelitzia alba.
  - Strelitzia caudata. De Suazilandia («banana del desierto»).
  - Strelitzia humilis. Enana, de unos 80 cm.
  - Strelitzia juncea. De hoja estrecha.
  - Strelitzia nicolai. Blanca o gigante («banana salvaje», «árbol-ave del paraíso»).
  - Strelitzia reginae. De Sudáfrica («ave del paraíso»).
- Phenakospermum Endl.
  - Phenakospermum guianense.
- Ravenala Adans.
  - Ravenala madagascarensis. («Árbol del viajero»)

## Evolución
El grupo troncal Strelitziaceae data de unos 78 millones de años, la divergencia dentro del grupo corona data de unos 59 millones de años (Janssen y Bremer 2004).
Se estudió mucho la polinización dentro del grupo, aun así no está claro cuál sería la condición plesiomórfica (ver por ejemplo Kress et al. 1994).

## Importancia económica
Algunas especies tienen cultivares utilizados como ornamentales, por ejemplo el ave del paraíso (Strelitzia reginae) y el árbol-ave del paraíso (Strelitzia nicolai).